# Vita elefantens orden
Den mest upphöjda orden av den vita elefanten, Vita elefantens orden, (thai: เครื่องราชอิสริยาภรณ์อันเป็นที่เชิดชูยิ่งช้างเผือก, Moha vahra bohru), är en thailändsk orden i fem klasser instiftad 1861 av kung Rama IV. Det är den oftast utdelade orden i Thailand. Första klass är den högsta nivån på en utmärkelse en utländsk medborgare kan erhålla. Specialklassen är vigd endast för thailändska medborgare.
Orden indelas i 8 klasser:
| Band | Klass                         | Namn                                             | Titulatur | ชื่อเดิม     | Datum            | Klass i kungligt ceremoniel |
| ---- | ----------------------------- | ------------------------------------------------ | --------- | --------- | ---------------- | --------------------------- |
|      | Storkors (specialklass)       | มหาปรมาภรณ์ช้างเผือก (Maha Paramaphon Chang Phueak) | ม.ป.ช.    | -         | 16 november 1909 | 8                           |
|      | Storkors (första klass)       | ประถมาภรณ์ช้างเผือก (Prathamaphon Chang Phueak)     | ป.ช.      | มหาวราภรณ์ | 1869             | 10                          |
|      | kommendör 1. kl (andra klass) | ทวีติยาภรณ์ช้างเผือก (Thawititaphon Chang Phueak)     | ท.ช.      | จุลวราภรณ์  | 1869             | 15                          |
|      | Kommendör (tredje klass)      | ตริตาภรณ์ช้างเผือก (Tritaphon Chang Phueak)          | ต.ช.      | นิภาภรณ์    | 1869             | 23                          |
|      | Riddare 1.kl (fjärde klass)   | จัตุรถาภรณ์ช้างเผือก (Chatturathaphon Chang Phueak)   | จ.ช.      | ภูษนาภรณ์   | 1869             | 28                          |
|      | Riddare (femte klass)         | เบญจมาภรณ์ช้างเผือก (Benchamaphon Chang Phueak)     | บ.ช.      | ทิพยาภรณ์   | 1873             | 33                          |
|      | Guldmedalj (sjätte klass)     | เหรียญทองช้างเผือก (Rian Thong Chang Phueak)        | ร.ท.ช.    | -         | 20 juli 1902     | 61                          |
|      | Silvermedalj (sjunde klass)   | เหรียญเงินช้างเผือก (Rian Ngoen Chang Phueak)        | ร.ง.ช.    | -         | 20 juli 1902     | 64                          |

## Innehavare
- Norodom Sihanouk - Stora Riddarkorset
- The Earl Mountbatten of Burma - Stora Riddarkorset
- Drottning Victoria I  - Stora Riddarkorset
- General William Westmoreland - Stora Riddarkorset
- Kent Härstedt -  Stora Riddarkorset [4]